# Szláv mitológia
A szláv mitológia a régi szláv népek hitvilágának összefoglaló neve.
A pogány szlávok mitológiájára vonatkozó hagyomány nagyon hiányos és homályos. Mitológiájuk és vallási hitrendszerük 3000 év alatt folyamatosan alakult ki és változott. A 6. században élő Prokopiusz a Kárpátok mögött élő szlávokról írván, megemlíti, hogy imádtak egy istent, a villám teremtőjét és valamennyi dolog legfőbb urát, akinek ökröket s egyéb állatokat hoztak áldozatul. A fátumot nem ismerik; veszélyes esetekben fogadalmat tesznek, melyet megmenekülésük esetén szigorúan megtartanak. Tisztelnek folyókat, nimfákat és számos más istent is. A 12. században élő Bosaui Helmold már más értelemben szól mitológiájukról. Szerinte a többalakú isteneken kívül, akik a mezők és erdők, öröm és búbánat fölött uralkodnak, a szlávok hisznek egy főistenben, aki a többi alárendelt istennek parancsol. E két adaton kívül csak istennevek maradtak fenn. Orosz istennevek: Perun (mennydörgés, talán a normannok Thorja), Volosz, Dazsbog, Sztribog stb. A magasabb istenek neveinek csakhamar nyomuk veszett, míg az alsóbb isteneké, az erdei és hegyi, a vízi és légi, a házi és udvari démonoké máig is ismeretes, noha ezek nevében idegen hatás (német, új-görög) nyilvánul. Ilyenek a délszlávoknál a Vilik, a keleti szlávoknál a Ruszalkák (nimfák); a Rojenicák és Szojenicák (születési és sors-szellemek), továbbá a Vámpirok, Hableányok, Koboldok stb. Az Elba és Odera közt lakó szlávok a hagyomány szerint hisznek a fény és a sötétség (Bjelobog és Cernobog) isteneiben, akik egymás nélkül nem tudnának fennállni, tehát ebben a kultuszban nem a keresztényi felfogásban lévő Isten-Sátán párosra kell gondolni, hanem egy afféle természeti tulajdonságokra, amik az évszakokban fontos szerepet töltenek be.

## Szláv istenek és mitológiai alakok
- Bannyik: a fürdő szelleme
- Bjelobog: a fehér isten, fény és a szerencse istene a kezdeti hitvilágban
- Bjelun: magas termetű, ősz szakállú aggastyán, a vándorok útbaigazítója és az aratók patrónusa
- blud: erdei, mezei gonosz kobold
- bludicska: lidérc
- bogatir: természetfeletti képességekkel bíró félisten
- Csernobog: a fekete isten, a sötétség és a balszerencse istene, a gonosz megszemélyesítője a kezdeti hitvilágban
- dabog: ördög a déli szlávoknál (Dazsbogból ered)
- Dazsbog / Khorsz: Szvarog vagy Víj fia, a gazdagság istene
- domovoj: orosz háziisten, a ház védelmezője
- Fülemüle Zsivány: félig szörny, félig ember, Ilja Muromec ellensége
- hut: madárfejű szárnyaskígyó; a betegségektől és sorscsapásoktól védő, a gazda vagyonát gyarapító házi szellem
- Ilja Muromec: az orosz folklór hőse, hazáját és fejedelmét védelmező, paraszti származású félisten
- jagababa / babajaga: a szélvészt és a viharfelhőket megszemélyesítő, mozsárban repülő emberevő boszorkány
- Jarilo: a tavasz istene
- Kij: a legenda szerint a Kijevet alapító óriás, fivérei: Scsek és Horiv, húga: Libegy
- kikomora: élő személy éjszaka bolyongó, vérszívó lelke
- lesij / ljeszij: az erdő szelleme, erdei emberrém
- licar: az alakját időlegesen megváltoztatni képes, varázserejű férfi az orosz hiedelemvilágban
- lojma: békatestű, nagy fejű, üveges szemű vízi szörny
- mara: erdei asszonyrém
- Mokosa: az északi oroszoknál a nyájak gondviselője, a fonás és a vászonfehérítés segítője
- Morana: a tél és a halál istennője
- oboroten: vámpír
- Perun: a keleti és a balti szlávoknál a villámlás és a harc istene; a kereszténység felvétele után kultuszának egy része átszármazott Szt. Illésre
- polevik: mezei tündér, nimfa
- Radigoszt: a nyugati szlávok egyik főistene; kultusza az idők során összeolvadt Szvantovitéval
- Rarog / Szvarog: a nappali égbolt, a világosság és a tűz istene; jelképe a kard, neve a nyugati szlávoknál Rarog a keletieknél Szvarog
- rozsanyica: az újszülött női őse, kinek lelke tovább él az újszülöttben, és irányítja annak sorsát
- ruszalka: erdei, mezei nimfa a keleti szlávoknál
- Szimargl: az orosz földön élő nem-szlávok főistene
- Sztribog: a keleti szlávoknál a szelek istene, a szelet a fiaként, külön istenként azonosítják.
- Szugyenyica: a sors megszemélyesítője
- Szvantovit: a nyugati szlávok négyfejű, mindentudó istene
- Triglav: néhány nyugati szláv törzs főistene; háromfejű, melyek az Eget, a Földet és az Alvilágot szimbolizálják. Eredetileg talán Szvantovit egyik helyi változata volt; a kereszténység felvétele után Szt. Vitusra származott át a kultusza.
- Velesz: az oroszoknál a nyájak védője, az állatok és az állattenyésztés istene; a kereszténység felvétele után Szt. Balázzsal azonosították
- Veszna: a tavasz istennője
- Vetru: a szél; Sztribog fia
- Víj: az alvilág ura
- víla: tündér a felhőkben, erdőkben, vizekben
- vogyanoj: vízi emberrém
- volkolak: farkasember

## Mitikus uralkodók
Mondabeli cseh fejedelmek:
| Uralkodó              | Uralkodott      | Névváltozat                                          | Házastárs          | Megjegyzés             |
| --------------------- | --------------- | ---------------------------------------------------- | ------------------ | ---------------------- |
| Lech                  | fej.: ?         | -                                                    | ismeretlen         |                        |
| Čech                  | fej.: ?         | Tschech                                              | ismeretlen         |                        |
| Bohemus               | fej.: ?         | -                                                    | ismeretlen         |                        |
| Krok (* 667)          | fej.: ?         | Cracus, Crasus                                       | ismeretlen         | Čech fia.              |
| Libuše                | fej.: ?         | Libuse                                               | Přemysl            | Krok leánya.           |
| Přemysl, a szántóvető | fej.: ?, †745   | -                                                    | Libuše             | Libuše férje.          |
| Nezamysl              | fej.: 745, †783 | -                                                    | Hruba              | Přemysl és Libuše fia. |
| Mnata                 | fej.: 783, †804 | Mnaata                                               | Strezislava (*711) | Nezamysl fia.          |
| Vojen                 | fej.: 804, †820 | Wojen                                                | Blanka             | Mnata fia.             |
| Vnislav (* 758)       | fej.: 820, †833 | Unislaw                                              | Libuse             | Vojen fia.             |
| Křesomysl             | fej.: 833, †851 | Kresomysyl                                           | Ponislava          | Vnislav fia.           |
| Neklan                | fej.: 851, †873 | -                                                    | ismeretlen         | Křesomysl fia.         |
| Hostivít (* 820 k.)   | fej.: 873, †873 | Gostivit, Hortivitus, Hostivait, Hostiwit, Hostivbit | Miloslava          | Neklan fia.            |

A történelmi cseh uralkodókról lásd: Csehország uralkodóinak listája!